# Club Deportivo Laredo
El Club Deportivo Laredo és un club de futbol de la localitat de Laredo (Cantàbria).

## Història
- Temporades a Primera Divisió: 0
- Temporades a Segona Divisió: 0
- Temporades a Segona Divisió B: 2 (1987-88, 1989-90)
- Temporades a Tercera Divisió : 37 (1954-55, 1956-57, 1959-60 a 1962-63, 1964-65 a 1966-67, 1969-70, 1972-73, 1975-76 a 1976-77, 1983-84 a 1986-87, 1988-89, 1990-91 a 2009-10)
- Millor classificació a la Segona divisió B: 17è (1987-88, 1989-90)
- Millor classificació a la Copa: Segona ronda (1973, 1976, 1991, 1993)

## Palmarès
- Campió de Tercera Divisió : 1988-89

## Jugadores destacats
- José Emilio Amavisca